# Hermann Droste zu Vischering von Nesselrode-Reichenstein
Johann Hermann Heidenreich Bernhard Hubert Maria Diederich von Wulffheim Graf Droste zu Vischering von Nesselrode-Reichenstein (* 24. Mai 1837 in Münster; † 7. Februar 1904 in Herten) war ein deutscher Rittergutsbesitzer und Politiker (Zentrum).

## Familie
Hermann war der Sohn von Graf Felix Droste Vischering zu Nesselrode-Reichenstein (8. August 1808; † 2. Mai 1865) und Maria Therese Gräfin von Bocholtz-Assenburg (* 25. September 1815; † 24. Juni 1894).
Dieser Vater Felix war der Enkel von Johann Franz Joseph von Nesselrode-Reichenstein und zwar der Sohn dessen ältester Tochter Maria Karoline Theresia Josepha, die Besitz und Titel ihres Vaters erbte, weil alle dessen Söhne vor ihm gestorben waren. Da Felix auch Besitz und Titel seines Vaters Erbdroste Adolf Heidenreich Freiherr Droste zu Vischering (1769–1826) erbte (dessen zweite Ehefrau war Maria Karoline Theresia Josepha), kam es zu der Namensverbindung Felix Droste zu Vischering von Nesselrode-Reichenstein. 
Am 19. Oktober 1869 heiratete Hermann in Schellenberg Elisabeth Freiin von Vittinghoff, gen. Schell zu Schellenberg (* 3. November 1846; † 9. August 1916). Aus der Ehe gingen folgende Kinder hervor:
- Felix (* 1871) ⚭ 1911 Augusta Prinzessin zu Salm und Salm-Salm (* 1881)
- Hedwig (* 1874)
- Theresia (* 1876)
- Maria (* 1880)

## Leben
Hermann Droste zu Vischering von Nesselrode-Reichenstein schlug die Militärlaufbahn ein und schied als Rittmeister aus dem aktiven Dienst. Er war Fideikommissherr auf Herten und wurde zum Kammerherren ernannt. Er war Kreisdeputierter und Ehrenamtsmann in Herten. Von 1887 bis 1903 war er für den Wahlkreis Recklinghausen Mitglied im Provinziallandtag der Provinz Westfalen. Er gehörte auch dem Preußischen Herrenhaus an. Politisch vertrat er ultramontane bis konservative Positionen. Seit dem 21. Mai 1900 war Droste zu Vischering von Nesselrode-Reichenstein ordentliches Mitglied der Historischen Kommission für Westfalen.